# Achsarbek Gulajev
Achsarbek Gulajev (Vladikavkaz, 23 agosto 1997) è un lottatore slovacco, specializzato nella lotta libera.

## Biografia
Il suo nome di nascita in lingua osseta è Гулаты Хъазыбеджы фырт Æхсарбег.
È stato campione continentale agli europei di Varsavia 2021, dove ha battuto in finale il francese Saifedine Alekma.

## Palmarès
| Anno | Manifestazione  | Sede        | Evento | Risultato | Note |
| ---- | --------------- | ----------- | ------ | --------- | ---- |
| 2017 | Europei U23     | Szombathely | 70 kg  | 11º       |      |
| 2017 | Europei junior  | Dortmund    | 74 kg  | Bronzo    |      |
| 2017 | Mondiali junior | Tampere     | 74 kg  | 10º       |      |
| 2017 | Mondiali U23    | Bydgoszcz   | 74 kg  | Argento   |      |
| 2018 | Europei         | Kaspijsk    | 74 kg  | 5º        |      |
| 2018 | Europei U23     | Istanbul    | 74 kg  | Argento   |      |
| 2018 | Mondiali        | Budapest    | 74 kg  | 5º        |      |
| 2018 | Mondiali U23    | Bucarest    | 74 kg  | 5º        |      |
| 2019 | Europei U23     | Novi Sad    | 74 kg  | Argento   |      |
| 2019 | Giochi europei  | Minsk       | 74 kg  | 12º       |      |
| 2020 | Europei         | Roma        | 79 kg  | 9º        |      |
| 2021 | Europei         | Varsavia    | 79 kg  | Oro       |      |